# Coptops annulipes
Coptops annulipes es una especie de escarabajo longicornio del género Coptops, tribu Mesosini, subfamilia Lamiinae. Fue descrita científicamente por Gahan en 1894.

## Descripción
Mide 11-22 milímetros de longitud.

## Distribución
Se distribuye por Camboya, China, India, Laos, Birmania, Tailandia y Vietnam.